# RAP Recordz
RAP Recordz est un label discographique russe de hip-hop, basé à Moscou. Il est créé en 1997 par Konstantin « Kryzh » Nebesnykh, et le rappeur et producteur Dmitry « Dime » Nechayev. Le mot « RAP » dans le nom du label est une abréviation formée à partir des lettres initiales des mots « Recording And Promotion », de sorte que les trois premières lettres du nom sont en majuscules,.
En 2007, l'édition russe du magazine Billboard qualifie RAP Recordz de « premier label à sortir exclusivement du rap » et de « l'une des maisons de disques indépendantes les plus respectées, spécialisée dans le hip-hop ».

## Histoire
RAP Recordz est fondé par Konstantin « Kryzh » Nebesnykh, rédacteur en chef du magazine RAPpress (RAPпресс). La première ébauche du label RAP Recordz remonte probablement à 1996, lorsque le premier album Kilogram RAP'a (Килограмм RAP’а), financé par Kryzh, sort. Un an plus tard, en 1997, la compilation Просто RAP est publiée en collaboration avec le studio d'enregistrement Смысл Жизни, et un peu plus tard, la même année, la compilation Песни Навеянные Удушливыми Испарениями Городского Асфальта 2 (Песни Асфальта 2) est publiée. Après un an de travail commun, les chemins du label et du studio se séparent, et presque deux ans plus tard, au début de l'année 1999, la première sortie indépendante du label est publiée, la compilation Наше: Новое и Неизданное, qui rassemble des morceaux de Y.G., Tushi Svet, D.O.B., Big Black Boots, Da B.O.M.B., Nonamerz sur un seul support. Au milieu de l'année 2000, une compilation inédite, Лучший Хип-Хоп, est publiée, établissant une nouvelle norme sonore dans le milieu du hip-hop russe.
Au cours de l'été 2000, Dmitry « Dime » Nechaev, qui travaillait à l'époque comme rédacteur en chef du magazine RAPpress et ancien membre du groupe de rap Nonamerz, devient directeur du label RAP Recordz. Comme il l'explique dans la série documentaire Хип-Хоп В России: от 1-го Лица, : « Il y avait là un camarade, Vitaly, qui a été déclaré directeur commercial. À cette époque, j'avais ma première voiture - la légendaire Tavria. Je l'accompagnais dans ses déplacements professionnels et j'observais la production de cassettes audio à l'époque. Il s'est avéré qu'au cours de l'été, Vitaly s'est retiré des affaires pour des raisons personnelles, et que j'étais au courant de tout ce qui se passait, comment produire des cassettes, qui payer, où les emmener, avec qui travailler, qui appeler. J'ai appris ce mécanisme en quelques mois. Et j'ai donc pris sa place. Au cours de l'été 2000, j'ai été étroitement immergé dans la réalité du label RAP Recordz, du magazine RAPpress et de toute cette organisation. »
À l'été 2003, Konstantin quitte le label RAP Recordz à la suite d'un conflit avec Dime. Dime devient alors le seul propriétaire de RAP Recordz.
Le label compte plusieurs dizaines d'albums et diverses compilations, y compris des albums et des morceaux de groupes tels que Y.G. et Nonamerz, qui ont joué un rôle de premier plan sur le label. À l'automne 2000, le label RAP Recordz sort trois albums sous le slogan « Революция Свершилас » (« la révolution est établie ») : Дёшево и сердито de Y.G., Не эгоисты des Nonamerz,  et M.C. — Мастера Слова de D.O.B.,.
Entre 1997 et 2002, la distribution des albums de RAP Recordz est assurée par le groupe Videoservice, où Arkady Slutskovsky travaillait à l'époque. En 2001, il quitte Videoservice et fonde son propre label, Respect Production, dont la tête d'affiche est le groupe Kasta.
La sortie des albums sur le label RAP Recordz est accompagnée d'une critique du magazine biélorusse Музыкальной газеты,,.
En 2001, la collaboration avec des crews prometteurs commence, le site rapland.ru et une série de compilations portant le même nom est lancée. En 2001, outre les compilations, le label sort des albums des rappeurs Termit, Fi$t, Da B.O.M.B., ainsi que des rééditions d'albums des groupes Рабы лампы, Y.G. et Nonamerz. Le 30 mai 2002, le label publie le premier concert russe de trois groupes de rap (Y.G., Nonamerz et Da B.O.M.B.) sur vidéocassettes sous le titre Это только начало. En 2003, le label publie les premiers albums des groupes групп Тени, Символ Истины, Military Clan, iSQUAD, 1.8.7., SinDrom, ИМ, Злой Дух, Район Моей Мечты, DCMC, Umbriaco, Mary Jane, Nevsky Beat, Broken Sound, ainsi que les premiers albums des rappeurs YG, Gek, Карандаш  et le deuxième album du rappeur Fist.
En 2004, le portail rap.ru écrit à propos du label : « D'un studio s'occupant de la micro-circulation de cassettes au fil des ans, ils sont devenus le label le plus célèbre de Russie aujourd'hui : avec un nom et un style bien établi ». En 2005, Dime parle en détail de toutes les sorties de son label en 2004 dans une interview accordée à Rap-Style.Ru.